# Исфаханский метрополитен
Исфаханский метрополитен — система линий метрополитена в Исфахане. Пятая система метрополитена в Иране.

## История
Строительство начато в 2000 году, в 2001 году начали рыть тоннели.
Строительство первой очереди метро от станции «Каве» до «Шохада» проводилось открытым методом с укладкой бетонной крышки с прямоугольным поперечным сечением 6 × 8 м и глубиной залегания от 8 до 10 метров под землёй. Движение транспорта на участках строительства перекрывалось. Часть туннелей метро строилась TBM машинами (стоимость каждой — 20 миллионов долларов США) с внутренним диаметром тоннеля в 6 метров и глубиной залегания от 14 до 18 метров. Так от станции «Шохада» до станции «Азади» строительство велось закрытым способом.
Станции метро отделывались полированным гранитом разных оттенков без восточных орнаментов.
Часть участка метро проходит под рекой Заянде. При строительстве тоннеля метростроители ошиблись направлением и увели линию в сторону от курса. Пришлось часть участка под рекой прорывать заново.

## Линии
Первая линия (красная) — мелкого заложения, идущая с севера на юг города и состоящая из 15 станций (конечные — «Каве» и «Софе»). Пересекает исторический центр города и реку Заянде. Со временем на линии будет построена 21 станция на маршруте в 20 км.
Вторая линия (синяя) — на линии будет построено 22 станции на маршруте в 22 км.

## Перспективы

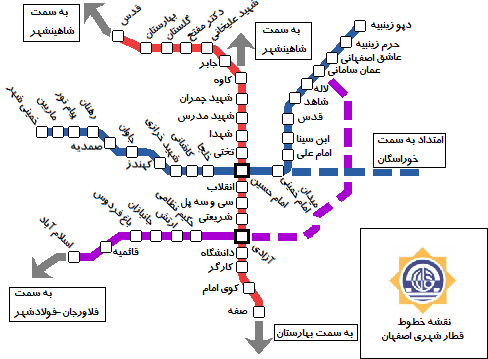
Схема перспективных линий Исфаханского метрополитена

В дальнейшем планируется сооружение второй линии от станции «Азади» на запад города.
Всего длина линий достигнет 43 км.